# Flughafen Changchun-Longjia

i7
i11
i13
Der Flughafen Changchun-Longjia (chinesisch 長春龍嘉國際機場 / 长春龙嘉国际机场, IATA-Code: CGQ, ICAO-Code: ZYCC) liegt im Verwaltungsgebiet der Großgemeinde Longjia (龙嘉镇) im Stadtbezirk Erdao der Stadt Changchun in der chinesischen Provinz Jilin. Der Flughafen liegt 31 km vom Stadtkern Changchuns entfernt. Die Stadt teilt sich den Flughafen mit der 71 km entfernten Stadt Jilin.
Der Flughafen wurde 1998 zum Bau freigegeben und wurde am 26. August 2005 als Nachfolger des Flughafens Changchun-Dafangshen eröffnet. Im Oktober 2005 übernahm der Flughafen ebenfalls das Passagieraufkommen des Flughafens Jilin. Der Flughafen beförderte im Jahr 2023   15 483 709 Passagiere pro Jahr.
Im Dezember 2023 kündigte China Southern Airlines an wöchentliche Verbindungen nach Frankfurt am Main anzubieten.